# 島田利正
島田 利正（しまだ としまさ）は安土桃山時代から江戸時代前期の武将、旗本。江戸町奉行（2代目南町奉行）を務めた。島田重次の五男。

## 略歴
父の領していた三河国矢作城にて生まれた。父と同じく徳川秀忠に仕え、小田原征伐での鉢形城攻めや、関ヶ原の戦いでの働きぶりが史料に見える。
関東入府後、慶長18年（1613年）から寛永8年（1631年）にわたって江戸南町奉行を勤め、市政の制度化に尽力した。他にも最上騒動の際の、幕府の使者として史料に名が見られる。それらの功によってか、従五位下弾正忠に任官された。武蔵国入間郡、比企郡などで5千石を領した。知恵で知られ、多くの逸話が残る。五男であるにもかかわらず、父の所領を相続した理由は、寛永14年（1637年）に父が93歳で死去した際、長兄は既に死去しており、他の兄らはそれぞれに取り立てられ別家を興していたためである。
草津温泉で湯治を計画した時に、草津温泉の効能を熟知している真田信之から面倒をみてもらっている。
日光東照宮建設の際には、「先に豊国神社を修理した方が、徳川家のためになる」と意見を述べたが、結局採用されることはなかったという。

## 弾正橋
江戸南町奉行時代、現在の北八丁堀付近に屋敷があり、付近にあった楓川に架かる橋が利正の官名にちなんで弾正橋と呼称された。明暦の大火の後に島田家の屋敷は湯島に移されたが、弾正橋の名称はそのまま残った。何度か架替えされた歴代の弾正橋のうち、明治時代初期に国産初の鉄橋として再架されたものは現在、江東区の富岡八幡宮そばに八幡橋として移築されている。